# Вестфејлија (Мериленд)
Вестфејлија (енгл. Westphalia) насељено је место без административног статуса у америчкој савезној држави Мериленд.

## Демографија
По попису из 2010. године број становника је 7.266.
| Група             | 2000.    | 2010.         |
| Белци             | 0 (0,0%) | 713 (9,8%)    |
| Афроамериканци    | 0 (0,0%) | 6.047 (83,2%) |
| Азијати           | 0 (0,0%) | 72 (1,0%)     |
| Хиспаноамериканци | 0 (0,0%) | 261 (3,6%)    |
| Укупно            | 0        | 7.266         |